# 中山町立長崎小学校
中山町立長崎小学校（なかやまちょうりつ ながさきしょうがっこう）は山形県東村山郡中山町にある公立小学校。

## 概要
- 中山町の中心部にある長崎地区にある小学校である。山形市のベッドタウンで人口が増えているため

## 所在地
- 山形県東村山郡中山町大字長崎1092

## 沿革
- 1882年（明治15年） - 長崎学校として開校[1]
- 1941年（昭和16年）4月1日 - 長崎国民学校に改称
- 1947年（昭和22年） - 長崎町立長崎小学校に改称
- 1954年（昭和29年） - 町村合併により中山町立長崎小学校に改称

## 学区
- 長崎、あおば、いずみ、達磨寺、向新田

## 児童数
| 年度 | 男子 | 女子 | 計  |
| ---- | ---- | ---- | --- |
| 2012 | 243  | 223  | 466 |

## 卒業後
- 中山中学校へ進学する。

## 出身者
- 土居聖真 - サッカー選手
- 横山雄哉 - プロ野球選手